# Dan Söderström
Dan Olof Söderström (* 5. April 1948 in Horndal) ist ein ehemaliger schwedischer Eishockeyspieler und -trainer.

## Karriere
Dan Söderström begann seine Karriere als Eishockeyspieler in seiner Heimatstadt in der Nachwuchsabteilung von Horndals IF, für dessen Seniorenmannschaft er von 1963 bis 1966 in der damals noch drittklassigen Division 3 aktiv war. Anschließend wechselte er zu Leksands IF aus der Division 1, der höchsten schwedischen Spielklasse. Mit Leksand gewann er in den Jahren 1969, 1973, 1974 und 1975 jeweils den schwedischen Meistertitel. Ab der Saison 1975/76 nahm der Flügelspieler mit Leksand an der neu gegründeten Elitserien teil. In dieser war er 1977 und 1978 jeweils bester Vorlagengeber. In den Jahren 1973, 1974, 1975 und 1980 wurde er jeweils in das schwedische All-Star Team gewählt. Im Anschluss an die Saison 1982/83 beendete er seine aktive Karriere im Alter von 35 Jahren. 
In der Saison 1983/84 betreute Söderström als Cheftrainer Falu IF aus der zu diesem Zeitpunkt zweitklassigen Division 1. Die folgenden beiden Jahre verbrachte er in gleicher Funktion bei seinem Stammverein Leksands IF aus der Elitserien. In der Saison 1990/91 war der Schwede Cheftrainer beim Viertligisten Björbo IF. Zwischen 1991 und 2001 war er als Juniorentrainer bei Leksands IF, dessen U18- und U20-Junioren er überwiegend betreute, angestellt.

### International
Für Schweden nahm Söderström an den Weltmeisterschaften 1973, 1974, 1975, 1976 und 1981 teil. Zudem stand er im Aufgebot seines Landes bei den Olympischen Winterspielen 1980 in Lake Placid. Bei den Weltmeisterschaften 1974, 1975 und 1976 sowie bei den Olympischen Winterspielen 1980 gewann er mit seiner Mannschaft jeweils die Bronze-, bei der Weltmeisterschaft 1981 die Silbermedaille. 

## Erfolge und Auszeichnungen

### National
| - 1969 Schwedischer Meister mit Leksands IF - 1973 Schwedischer Meister mit Leksands IF - 1974 Schwedischer Meister mit Leksands IF | - 1975 Schwedischer Meister mit Leksands IF - 1977 Bester Vorlagengeber der Elitserien - 1978 Bester Vorlagengeber der Elitserien |

### International
| - 1974 Bronzemedaille bei der Weltmeisterschaft - 1975 Bronzemedaille bei der Weltmeisterschaft - 1976 Bronzemedaille bei der Weltmeisterschaft | - 1980 Bronzemedaille bei den Olympischen Winterspielen - 1981 Silbermedaille bei der Weltmeisterschaft |

### Sonstige
| - 1973 Schwedisches All-Star Team - 1974 Schwedisches All-Star Team | - 1975 Schwedisches All-Star Team - 1980 Schwedisches All-Star Team |

## Familie
Dan Söderström stammt aus einer Eishockeybegeisterten Familie. Sein Sohn Johan Söderström, sein Bruder Lars Söderström, sein Cousin Runar Söderström und sein Neffe Niklas Söderström waren ebenfalls professionelle Eishockeyspieler. 